# Zalom
Zalom (cyr. Залом) – wieś w Bośni i Hercegowinie, w Republice Serbskiej, w gminie Nevesinje. W 2013 roku liczyła 89 mieszkańców.